# Johann Ludwig Aberli
Johann Ludwig Aberli (Winterthur, 14 novembre 1723 – Berna, 17 ottobre 1786) è stato un pittore, incisore e disegnatore svizzero, importante esponente della scuola paesaggistica bernese nonché padre del pittore Jakob Friedrich Aberli.

## Biografia

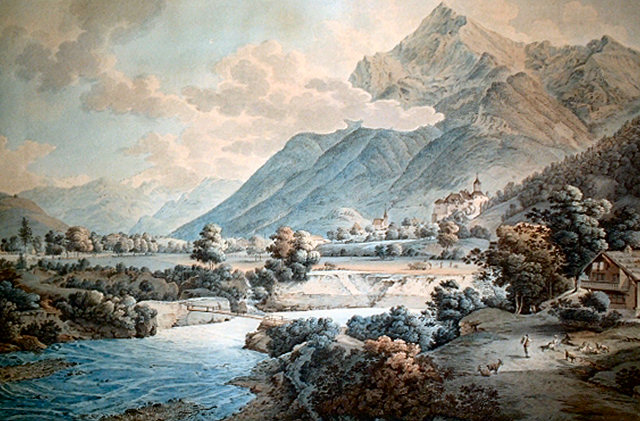
Wimmis (1783 circa)

Studiò inizialmente per tre anni presso un paesaggista di nome Meyer a Winterthur. Iniziò la sua carriera artistica a Berna nel 1747. Nel 1759 si trasferì a Parigi, dove conobbe Adrian Zingg e Johann Georg Wille, e nel 1760 in Olanda Settentrionale per realizzare dei disegni per un trattato d'artiglieria dello svizzero David Emanuel Musly, anche se non è certo che Aberli vi si sia effettivamente recato. 

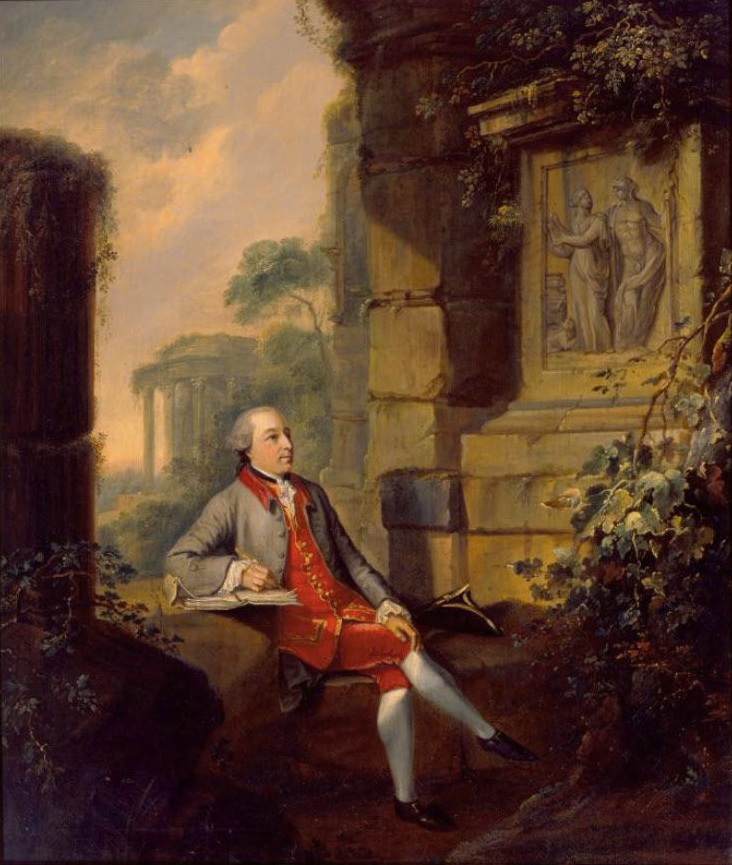
Ritratto di Erasmus Ritter (1765 circa)

Eseguì principalmente rappresentazioni di soggetti di genere, paesaggi e ritratti. Ma l'incontro con Adrian Zingg, avvenuto durante il suo soggiorno parigino, lo spinse a scegliere la carriera di pittore paesaggista. Al suo rientro in Svizzera dalla Francia, eseguì acquarelli e disegni delle Alpi bernesi, non mere vedute topografiche, ma rappresentazioni della maestosità delle Alpi e della bellezza della terra svizzera, popolata da contadini felici, che riscossero un buon successo sia presso gli abitanti del luogo che presso i turisti stranieri. Perciò Aberli decise di realizzarne delle stampe, che poi colorava, con una tecnica tale da imitare i segni del disegno. Nel 1766 la pubblicazione della Veduta del Castello di Thun, diede inizio alla cosiddetta maniera di Aberli e contribuì alla costituzione di una scuola di paesaggisti svizzeri, che prosperò fino al 1840. Lo stile di queste opere è la sintesi delle influenze europee straniere e delle peculiarità svizzere.
Aberli fu un artista particolarmente prolifico, avendo realizzato un numero considerevole di dipinti ed incisioni, conservati soprattutto nei musei di Winterthur, Berna e Zurigo, tra i quali anche una serie di rappresentazioni di abiti di contadini dei dintorni di Berna.
Ebbe vari allievi, tra cui Samuel Hieronymus Grimm, John Webber, Johann Jakob Biedermann, Peter Birmann, Gabriel Ludwig Lory e Marquand Fidel Dominikus Wocher. Collaborò con Carl Guttenberg.

## Opere
- Wimmis, incisione, 1783 circa
- Castello di Belp, tempera, 1757, firmato aberli pinxit 1757, Schweizerische Nationalbibliothek, Berna[5]
- Niklaus Emanuel Tscharner parla con un contadino nella sua tenuta, 1775, Schweizerische Nationalbibliothek, Berna[6]
- Tavolo da tè con paesaggio fluviale, acquaforte da un dipinto di Abraham Leihamer, 1769, Museum für Kunst und Gewerbe, Amburgo[7]
- La famiglia Stettler, olio su tela, 119 × 202 cm, 1755 circa, Fondazione Castello di Jegenstorf, Jegenstorf[8]
- Gruppo di amici presso il camino, olio su tela, 75 × 65,5 cm, 1758, Historisches Museum, Berna[9]
- Ritratto di Maria Magdalena Sinner nata Manuel, olio su tela, 45,5 × 34,5 cm, 1759 circa, Galleria Stuker, Berna[10]
- Ritratto di Karl Emanuel Stürler, olio su tela, 1764, Fondazione Castello di Jegenstorf, Jegenstorf[11]
- Ritratto di Erasmus Ritter, olio su tela, 57,4 × 49,1 cm, 1765 circa, Burgerbibliothek, Berna